# Kazuki Murakami
Kazuki Murakami (村上 一樹 Murakami Kazuki?), född 21 december 1987 i Ehime prefektur, är en japansk fotbollsspelare.
Murakami började sin karriär 2010 i FC Gifu. Efter FC Gifu spelade han för Chiangrai United FC, PTT Rayong FC, Angthong FC och Chainat Hornbill FC.